# Троицкий собор (Ижевск)
Троицкий собор (Собор Святой Троицы) — православный храм в Ижевске, построенный в 1812—1814 годах по проекту архитектора Семёна Дудина. Является одним из старейших соборов Ижевска.

## История создания
Впервые Троицкая церковь упоминается в архивных документах 20 марта 1782 года. Строительство храма пришлось на место деревянной часовни, выстроенной здесь в 1782 году. В 1810 году деревянное здание было уничтожено пожаром и на его месте в 1812 году было начато строительство нового каменного кладбищенского храма в период. 2 ноября 1814 года протоиереем Захарием Лятушевичем было совершено освящение храма.
В период с 1852 по 1857 год к храму была пристроена низкая колокольня (проект архитектора Коковихина И. Т.). В 1912—1914 годах была построена трёхъярусная колокольня по проекту архитектора И. А. Чарушина.

## Советский период
В 1937 году был произведён арест всех служивших в тот момент в Троицком соборе Ижевска духовных лиц, а решением Президиума ЦИК УАССР собор был закрыт. Были расстреляны:
- священник Трофим Михайлович Стерхов
- игумен Иаков (Башков)
- настоятель Троицкого собора, протоиерей Андрей Викторович Волков
- протодиакон Стефан Ажгихин

Приговорён к 10 годам лагерей священник Димитрий Ипполитович Замятин — он умер в лагере 17 апреля 1938 года.
258-пудовый колокол был сброшен с колокольни и разбит. В 1939 году был разобран купол и алтарная часть храма. В 1945 году протоиерей Григорий Трофимович Грачёв (бывший настоятель Успенской церкви) был назначен настоятелем Троицкого собора.
17 марта 1946 года состоялась первая служба вновь открытого храма. 12 сентября 1946 года был освящён главный престол церкви во имя Живоначальной Троицы, храм стал кафедральным Собором.
В соборе был погребён архиепископ Ижевский и Удмуртский Ювеналий (Килин) († 28.12.1958).

## Современность
С 1985 по 1991 год по проекту архитектора С. А. Макарова была построена одноярусная колокольня, двухэтажные пристройки к собору, а также был выстроен крестильный храм, освящённый в честь святого Пророка Предтечи и Крестителя Господня Иоанна.
В 2000 году на территории собора был выстроен новый храм во имя великомученика и целителя Пантелеимона. Также была облагорожена внутренняя территория собора, разбиты и оформлены газоны, устроен небольшой водоём с фонтаном и альпийской горкой для отдыха прихожан с детьми.